# China Cargo Airlines
China Cargo Airlines is een Chinese luchtvrachtmaatschappij met haar thuisbasis in Shanghai.

## Geschiedenis
China Cargo Airlines is opgericht in 1998 door China Eastern Airlines en China Ocean Shipping. In 2001 nam China Airlines uit Taiwan ook een aandeel in de maatschappij.

## Diensten
China Cargo Airlines voert lijnvluchten uit naar (maart 2012):
Azië
- Beijing, Chongqing, Nanning, Shanghai, Shenzhen, Tianjin, Xiamen, Hongkong, Osaka, Tokio, Seoel, Taipei, Dhaka, Chennai, Singapore, Bangkok

Europa
- Kopenhagen, Parijs, Milaan, Amsterdam

Noord-Amerika
- Anchorage, Atlanta, Chicago, Fort Worth, Los Angeles, Saint Louis

## Vloot
De vloot van China Cargo Airlines bestaat uit de volgende toestellen (mei 2025):
| Type        | In dienst | Orders | Opmerkingen |
| ----------- | --------- | ------ | ----------- |
| Boeing 777F | 15        | 3      |             |
| Totaal      | 15        | 3      |             |